# 卢沟桥地区
卢沟桥地区曾经是中华人民共和国北京市丰台区下辖的一个地区办事处，同时保留卢沟桥乡名称，其行政事务机构实行“一套人马，两块牌子”的体制，地区办事处与乡政府合署办公。于2020年12月31日北京市民政局《关于同意丰台区部分行政区划变更的批复》（京民划函〔2020〕189号）批复撤销，设立新的卢沟桥街道，原辖区分别划入卢沟桥街道、六里桥街道、青塔街道、五里店街道、宛平街道。

## 行政区划
截止2020年末，卢沟桥地区下辖以下地区：
太平桥村、马连道村、菜户营村、三路居村、万泉寺村、东管头村、小井村、六里桥村、西局村、周庄子村、岳各庄村、靛厂村、郑常庄村、大井村、小屯村、小瓦窑村、张仪村、郭庄子村、卢沟桥村和大瓦窑村。